# Afrosison
Afrosison – rodzaj roślin z rodziny selerowatych (Apiaceae). Obejmuje 3 gatunki występujące w tropikalnej Afryce.

## Systematyka
Pozycja według APweb (aktualizowany system APG III z 2009)
Przedstawiciel podrodziny Apioideae w obrębie rodziny selerowatych (Apiaceae) należącej do rzędu selerowców (Apiales) reprezentującego dwuliścienne właściwe.
Wykaz gatunków
- Afrosison djurense H.Wolff
- Afrosison gallabatense H.Wolff
- Afrosison schweinfurthii H.Wolff